# Neverwinter Nights
Neverwinter Nights és un videojoc de rol en tercera persona en 3D basat en la tercera versió de les regles del joc de rol Dracs i Masmorres en el qual es juga en escenaris generats mitjançant el motor Aurora sent possible fer-lo en manera d'un jugador o online. Va Ser publicat en els Estats Units el 18 de juny de l'any 2002 per BioWare.

## El joc
Neverwinter Nights és considerat com un dels més complets jocs de rol de la història dels videojocs. El joc utilitza gairebé la totalitat de la versió 3.0 de les regles oficials de Dracs i Masmorres, segons publicades per Wizards of the Coast, l'empresa propietària dels drets del joc de taula. No obstant això alguns elements del joc no són 100% aplicats (encara que en minoria) degut primordialment a decisions que va prendre l'empresa publicant per a millorar certes característiques del joc. Internament el joc executa els mateixos moviments que es farien amb el joc de taula (bàsicament llençades de daus).
Un dels punts forts del joc és la seva manera multijugador, que ho fa altament similar a Dracs i Masmorres, doncs permet jugar amb les mateixes regles del joc de taula amb diversos jugadors en un ambient molt semblant. Els mateixos jugadors són els quals fan els mòduls per a jugar online, el que ha fet que el joc gaudi de gran èxit, per l'ampli univers i possibilitats que s'obren.
El joc inclou una eina d'edició anomenada Aurora Toolset que amplia enormement les seves possibilitats, ja que permet la creació de mapes o fins i tot mòduls de joc complets de forma fàcil. Això permet no solament viure l'experiència com jugador sinó com Dungeon Master, en la qual no es viu l'experiència unipersonal sinó la del controlador de tot l'ambient i infraestructura del joc.

## La història
La ciutat de Neverwinter/Noyvern està en quarantena. Una terrible epidèmia anomenada La Mort Alullant (similar a la pesta negra que va assolar Europa en el segle xiv) està causant estralls entre la població, i els clergues de la ciutat són incapaces de trobar una cura per a aquesta. En un intent desesperat, demanen ajuda al savi Khelben "Encalla Negra" d'Aigües Profundes, el qual envia A Noyvern quatre criatures màgiques a partir de les quals es fabricarà la cura per a tan terrible malaltia.
Les criatures queden sota la custòdia de l'Acadèmia d'Herois de Noyvern, en el districte Niu del captaire de la ciutat. Aquí és on comença la nostra història, perquè casualment acudim des de lluny per a auxiliar a la ciutat, i se'ns allotja allí. Durant la nostra estada, l'Acadèmia és atacada per unes forces desconegudes que irrompen per a segrestar a les criatures. La paladina elfa que dirigeix el centre, Lady Aribeth de Tylmarande, ens demanarà que recuperem les criatures i les retornem al Temple de Týr, on es realitzarà el ritual de creació de la cura.
Una vegada recuperem allò que va ser robat, comença el ritual de mans de Aribeth, de la seva promès Fenthick, un polèmic sacerdot de Yelmo anomenat Deshter i altres clergues, davant la presència de Lord Nasher, màxim mandatari de la ciutat, que també està afectat per la Mort Aullante. Una vegada creada la cura, i sense intervenir paraula, Deshter traeix als seus camarades robant la poció curativa. És seguit per Fenthick a través d'un portal, creient tots que també és un traïdor, quan l'única cosa que desitja és fer entrar en raó al seu amic, que resulta que actua per mandat d'una estranya secta. Després de vèncer tu al yelmita i recuperar la poció, Desther i Fenthick són jutjats per Alta Traïció i executats davant una torba assedegada de sang. Aquest fet marca els esdeveniments posteriors, perquè neix en Aribeth un sentiment d'ira contra la ciutat a la qual va ajudar, que així li va pagar l'esforç (executant a la seva parella).
La ciutat a poc a poc va recobrant la calma. Ara l'important és trobar a la secta que ha provocat la Mort Aullante, esbrinar perquè i fer-los pagar el dany causat. Per a això et trasllades amb el teu grup, amb Aribeth i amb l'espia Aarin a Port Final, on s'iniciarà una recerca exhaustiva de totes les regions confrontants a Noyvern, a la recerca de qualsevol vestigi que apunti a l'existència d'una secta. Tot apunta en direcció a la ciutat de Luskan, i més concretament a la Germanor Arcana de la ciutat. El liche que la dirigiria (al com arribes després de no pocs esforços) t'informa que un tal Maugrim s'ha apoderat de la Germanor i que ha deslligat el caos en Luskan para prendre el poder. El seu objectiu és llançar a l'exèrcit luskanita sobri Noyvern a la recerca d'un artefacte al que anomenen La Pedra Origen. S'hi troben els supervivents d'una antiga raça anomenada "La raça creadora", amb aspecte d'homes llangardaix però amb un poder infinitament major, que van viure milers d'anys enrere i van governar fins i tot als Dracs, però van caure a causa d'un canvi climàtic. Tots ells estan governats per Morag, una hechicera que exerceix el seu enorme poder a través de la secta de Maugrim. Després de contar-nos això, el Liche ens deixa passar, sense oposar resistència, a les teulades de la torre on es troba Maugrim, doncs vol que ho destruïm perquè així ell pugui recuperar l'adreça de la Germanor. En les teulades veiem a Maugrim, a un avatar de la Regna Morag, i a Aribeth (a la qual es creia morta o desapareguda) jurant-los fidelitat i prometent-los dirigir als ejercitos de Luskan sobri Noyvern. Abans de poder-los fer gens, desapareixen davant la nostra vista.
Si Maugrim obri la Pedra Origen, els pobles lliures tornaran a ser sotmesos a la voluntat de la Raça Creadora. Sabem ara que allò que l'enemic cerca, la Pedra Origen, es troba sota el castell de Lord Nasher en Noyvern, i que per a activar aquesta pedra fan falta uns artefactes mil·lenaris anomenats Paraules de Poder, pel que s'iniciarà una carrera contrarellotge entre els fidels a Noyvern i la Secta de Maugrim per trobar-les. L'acció es trasllada a un llogaret de bàrbars anomenat Pou de Beorunna, amb alguns moments emblemàtics com la lluita contra la Sierpe Vermella Klauth. Després de fer el nostre treball tan bé com sigui possible i recuperar 3 de les 4 Paraules de Poder, vam tornar a Noyvern per a ajudar en la defensa d'aquesta. Allí ens informa Aarin que la quarta paraula està en poder de Maugrim, i que si volem recuperar-la hauríem d'anar a buscar-lo. Tal dit tal fet, vam iniciar la recerca d'un amagatall secret enmig d'una batalla molt sagnant i en la qual no faltaran els combats contra enemics de tota classe, inclosa la mateixa Aribeth (a qui podrem triar després de vèncer-la si volem deixar-la amb vida o no). Després de trobar al causant de tantes hores de joc i matar-lo sense contemplacions, vam recuperar l'última Paraula i vam tornar al castell.
Prenem la decisió d'entrar en la Pedra Origen i acabar d'arrel amb el problema, destruint a Morag i a qui se'ns posi per davant. En la Pedra Origen ens trobem amb l'equivalent de Aribeth d'altre món i ens proporciona una ajuda momentània (com una espècie de redenció per part de ¨nostra¨ Aribeth). Mentre, l'exèrcit enemic es veu confós i desmoralitzat en quedar-se sense líders, i la milícia de Noyvern no triga a tirar-lo de la ciutat, triomfant novament la Justícia i l'Ordre, i regressant una vegada més la pau a Noyvern.

## Expansions i seqüeles
Existeixen dues expansions oficials del joc original (Shadows of Undrentide i Hordes of the Underdark), a més de cinc mòduls comercials denominats Premium Modulis amb aventures independents (Witch's Wake, Shadow Guard, Kingmaker, Pirates of the Sword Coast, i Infinite Dungeons). Així mateix, són molts altres els mòduls creats per la comunitat de jugadors.
Existeix un conjunt de complements creat per la comunitat de Neverwinter Nights, CEP (Community Expansion Pack), el qual és necessari per a diversos mòduls del joc que circulen per Internet.
Té una continuació, Neverwinter Nights 2, publicat el 7 de novembre de 2006 a Espanya.